# 엑스 (1983년 영화)
"엑스"는 1983년에 개봉한 대한민국의 영화이다. 조해일의 원작 소설을 바탕으로 제작한 영화로서 하명중 감독을 맡았으며, 이미숙, 하재영이 주연을 맡았다.

## 캐스팅
- 이미숙 : 민수옥 역
- 하재영
- 이구순
- 문정숙
- 전무송
- 김애경
- 박지훈
- 남수정
- 박기수
- 하준원